# Lương Văn Chánh
Lương Văn Chánh (?-1611; Hán Việt: 梁文正) là một võ quan của chúa Nguyễn thời Lê trung hưng và là người có công với sự nghiệp chiêu tập lưu dân khai khẩn, mở mang và phát triển vùng đất Phú Yên.

## Cuộc đời
Ông sinh khoảng thập niên 40 của thế kỉ thứ 16. Theo sử liệu triều Nguyễn, ông là người huyện Tuy Hòa, tỉnh Phú Yên ; và có nguyên quán ở xã Phụng Lịch (hay Phượng Lịch), huyện Hoằng Hóa, tỉnh Thanh Hóa.
Lúc trước, Lương Văn Chánh làm quan nhà Hậu Lê, trải đến chức Thiên Vũ vệ đô chỉ huy sứ. Đầu năm 1558, ông theo tướng Nguyễn Hoàng vào Thuận Hoá.
Đến năm 1578, quân Chiêm Thành kéo đến đánh phá, ông đem quân tiến đến sông Đà Diễn (tức sông Đà Rằng) đánh chiếm thành Hồ. Nhờ chiến công đó, ông được thăng Đặc tiến Phụ quốc Thượng tướng quân. Sau đó ông được giao trông coi huyện Tuy Viễn, trấn An Biên (nay thuộc tỉnh Bình Định).
Năm 1593, Lương Văn Chánh theo Nguyễn Hoàng ra Bắc và cùng lập được nhiều chiến công ở Sơn Nam và Hải Dương trong hai năm 1593 và 1594 và được vua Lê Thế Tông tấn phong làm Đặc tiến Phụ quốc Thượng tướng quân cai quản 4 về Thần Vũ, tước Phù Nghĩa hầu .
Đến năm 1597, ông Lương Văn Chánh đang là Tri huyện Tuy Viễn, trấn An Biên, nhận sắc lệnh của chúa Nguyễn Hoàng đưa chừng 4.000 lưu dân vào khai khẩn vùng đất phía Nam của Đại Việt từ đèo Cù Mông đến đèo Cả (địa bàn tỉnh Phú Yên ngày nay). ông cùng lưu dân từng bước khẩn hoang, lập ấp; từng bước tạo nên những làng mạc đầu tiên trên châu thổ sông Đà Diễn, sông Cái..
Ông mất ngày 19 tháng 9 năm 1611 (Tân Hợi) tại thôn Long Phụng, thuộc xã Hòa Trị ngày nay; được nhân dân an táng, lập đền thờ nhớ ơn và suy tôn ông là Thành hoàng.

## Sau khi chết
Sau đó không hiểu vì sao sử sách lại viết thiếu tên ông, khi Đại Nam liệt truyện tiền biên chép tiểu sử Lương Văn Chánh, có ghi: sách thực lục bỏ sót tên ông.
Phải đến khi Nam Bắc phân tranh (1627-1672) chấm dứt, vào năm 1689, chúa Nguyễn mới truy phong cho cho Lương Văn Chánh tước Bảo quốc chi thần. Đến năm 1693, ông lại được phong một lần nữa tước Bảo quốc Hộ dân chi thần. Sau đó suốt từ 1689 đến 1767, Chúa Nguyễn đã 5 lần gia phong cho Lương Văn Chánh, tước vị cuối cùng ông nhận được là Phù Quân công, Thần bảo Hộ dân, Hựu Thuận Phong công, Tỉnh Tiết.
Đến thời nhà Nguyễn, ông đã được gia phong thêm 6 lần nữa (các năm 1822, 1843, 1850, 1880, 1887, 1909). Tước vị cuối cùng ông được truy phong là Dục bảo Trung hưng Thượng đẳng thần.

## Tưởng nhớ
Để tưởng nhớ người có công khai hoang vùng đất Phú Yên, hàng năm, nhân dân địa phương tổ chức cúng tế, chăm lo giữ gìn, tôn tạo khu mộ và đền thờ Lương Văn Chánh. Với tầm vóc của một di tích lịch sử, Bộ Văn hoá Thông tin Việt Nam đã công nhận khu mộ và đền thờ Lương Văn Chánh là di tích lịch sử cấp Quốc gia.
Tên ông được đặt cho một trường THPT tại Phú Yên, Trường Trung học phổ thông chuyên Lương Văn Chánh. Tên của ông được đặt tên đường mang tên Lương Văn Chánh ở thành phố Tuy Hoà.